# Ramecourt (Vosgi)
Ramecourt è un comune francese di 174 abitanti situato nel dipartimento dei Vosgi nella regione del Grand Est.

## Società

### Evoluzione demografica
Abitanti censiti